# Falansterio

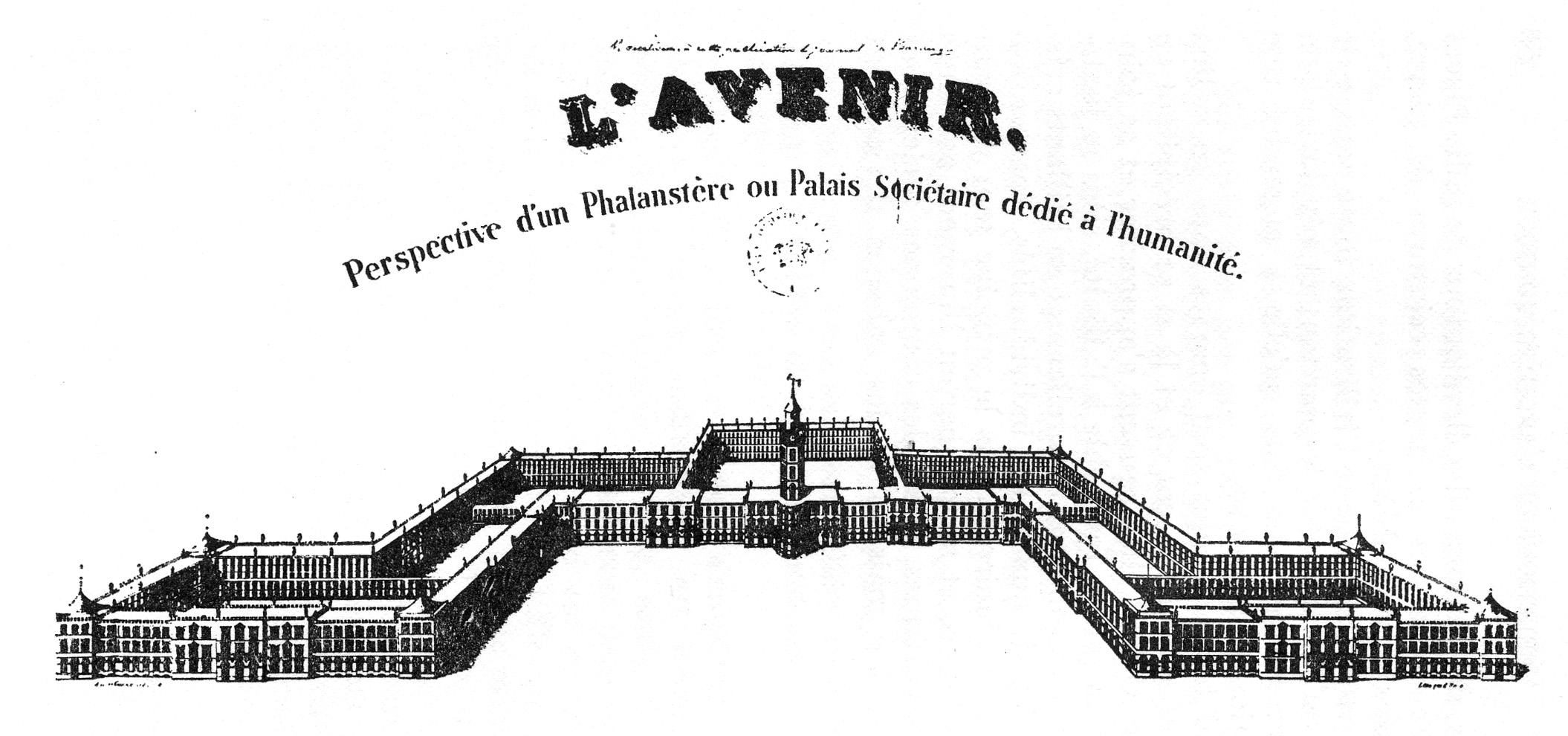
Disegno di un falansterio urbano immaginato da Charles Fourier

Con il termine falansterio il filosofo e politologo francese Charles Fourier, agli inizi del XIX secolo, indicava la struttura abitativa in cui si svolgeva la vita dei membri dell'unità sociale di base prevista nelle sue teorie e da lui denominata "falange".

## Struttura
Secondo il pensatore politico francese, ogni falange avrebbe dovuto essere costituita da un minimo di 1600 a un massimo di 2200 individui, comprendendo circa 450 famiglie.
L'attività economica della falange sarebbe stata fondata sulla proprietà societaria, in grado di garantire a tutti la partecipazione agli utili, in proporzione dei conferimenti fatti al patrimonio comune. Tutti al suo interno sarebbero stati al tempo stesso produttori e consumatori, partecipando agli utili sulla base di quelli che Fourier riteneva essere i tre fattori della produzione: capitale, lavoro e talento.
Il falansterio era formato da due corpi centrali, destinati ad abitazioni e a luoghi di riunione, e da due ali, nelle quali si svolgevano tutti i lavori di carattere artigianale e manifatturiero.
Scrive Fourier: «Il palazzo avrà almeno tre piani e il sottotetto, oltre il piano terreno e il mezzanino, dove saranno situati alloggi e sale di riunione dei bambini e dei vecchi, isolati dalla strada-galleria [...] È veramente una piccola città, ma non ha strade esterne e scoperte esposte alle intemperie»

## Applicazione nella società

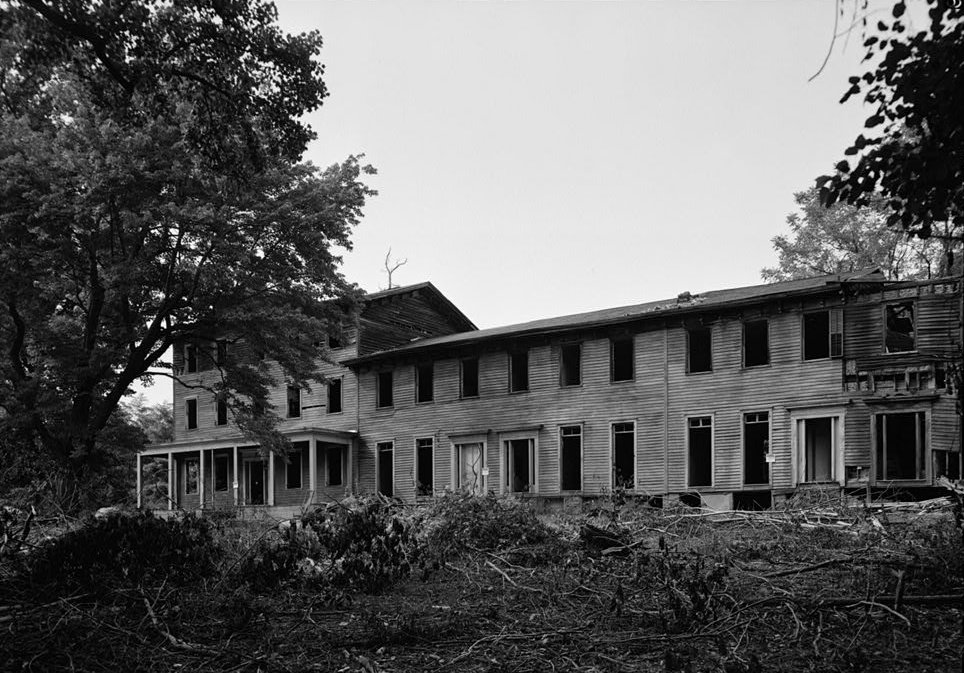
Falansterio del Nord America nel New Jersey, ispirato alle idee di Fourier

Nel pensiero di Fourier il falansterio doveva rappresentare l'unità di base della nuova struttura societaria: ciascuno di essi doveva essere autosufficiente dal punto di vista dei servizi e della produzione, e attraverso la coordinazione delle attività di più edifici si sarebbe potuto risolvere definitivamente il problema dei rapporti tra città e campagna.
Nel falansterio l'attività giornaliera di ogni individuo sarebbe stata scandita in modo rigoroso da un regolamento interno: ora per ora sarebbero stati fissati i compiti da svolgere, e anche i contatti e le interazioni personali sarebbero stati disciplinati da un preciso cerimoniale, spontaneamente accettato da tutti i componenti perché corrispondente agli interessi, alle esigenze e alle passioni di ognuno.
Nella falange non si sarebbe avuta alcuna forma di potere coercitivo o di governo: nessuno avrebbe avuto necessità di violare o infrangere l'ordine sociale, risultante in modo spontaneo dalla completa armonizzazione dei desideri e delle necessità di tutti. Le decisioni più importanti riguardanti la comunità sarebbero state prese dall'"Accademia", costituita dalle persone più sagge ed esperte, mentre quelle riguardanti l'organizzazione e l'amministrazione della falange sarebbero state trattate dall'Areopago, costituito da rappresentanti eletti direttamente dagli individui, e dal "Consiglio", eletto dall'Areopago stesso.